# 朱莉·库克
朱莉·库克（英語：Julie Cook，1954年3月8日—），英国前女子曲棍球运动员。她曾代表英国国家队参加1988年夏季奥林匹克运动会曲棍球比赛，结果队伍获得第四名。